# Шюцкор

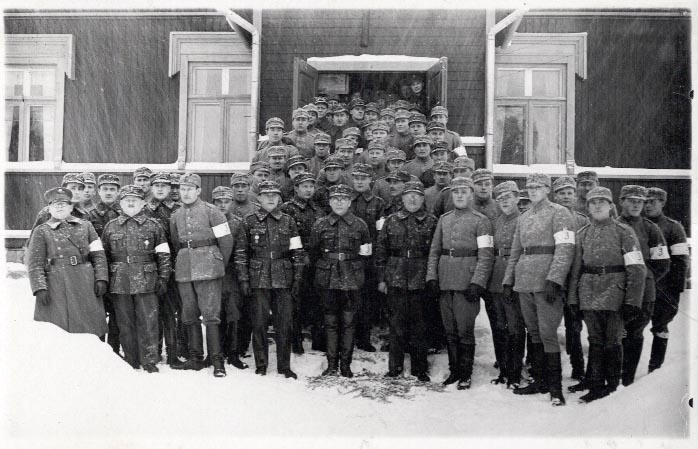
Отряд белой гвардии в Нумми-Пусула, 1930-е годы

Шюцкор, шюдскор (швед. Skyddskåren — «подразделение охраны»); суоелускунта (фин. Suojeluskunta, «гражданская стража») —  добровольная военизированная организация в Финляндии. Создана в 1918 году для борьбы с «красными» финнами и советскими войсками в ходе гражданской войны в Финляндии. На Западе известна как «белая гвардия». В 1940 году члены шюцкора приняты в состав Вооружённых сил Финляндии. Распущена в 1944 году.

## Этимология
Шюцко́р (образовано от швед. Skyddskår, по-фински фин. Suojeluskunta, переводится как «охранные отряды». Перевод «охранный корпус» некорректен лингвистически и приводит к неоднозначности, так как в составе шюцкора были корпуса, как единицы управления войсками. Также могут называться финской белой гвардией (фин. Valkokaarti), или просто (финскими) «белыми» (фин. valkoiset).

## История

### Предшественники в дореволюционной России

Обвиняемые по делу «Союза силы»

В дореволюционной России прямым предшественником шюцкора были нелегальные группы финских боевиков «Союз силы» (фин. Voimaliitto), созданные после всероссийской забастовки 1905 года «активистами» (партия активного сопротивления) и конституционными демократами. Свою деятельность боевики конспирировали под видом спортивного общества. В «Союзе силы» было около 8000 членов. Основными упражнениями были снайперская стрельба и повышение физической выносливости. Деятельность удавалось держать в тайне от властей до осени 1906 года. Обнаруженное при обысках оружие и переписка привели к тому, что после восстания в Свеаборге деятельность общества попала под следствие и была запрещена Сенатом Финляндии 9 ноября 1906 года.
По распоряжению генерал-губернатора Николая Герарда руководители «Союза силы» были отданы под суд (в Або), но поскольку суд был финский, он вынес в 1908 году оправдательное решение: «Союз силы» являлся спортивным обществом, чья главная задача — защищать общество.

### Возникновение

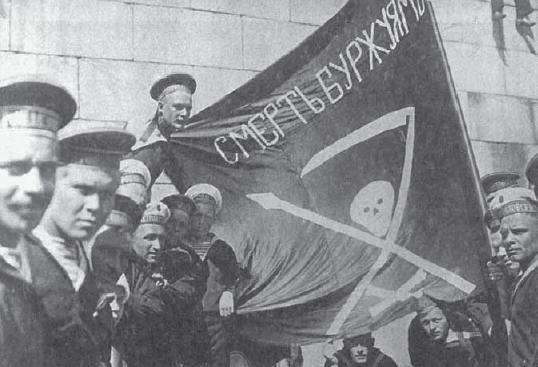
Матросы-анархисты в Хельсинки. Лето 1917

Февральская революция в России привела к развалу российской политической и военной власти в Финляндии; финская полиция царского времени фактически самораспустилась. Дисциплина в армии и, особенно, на флоте исчезла (на илл.).  Для поддержания порядка летом 1917 года были образованы отряды народного ополчения, получившие неформальное название «пожарных команд». Вначале эти отряды не имели оружия и политической окраски, однако к осени 1917 года начался раскол на «красных» и «белых», которые начали вооружаться. Красные, как правило, получали оружие от красных частей русской армии, в то время как белые — из Швеции и Германии. В то же время нарастало политическое противостояние между социалистами и другими политическими силами.  
12 января 1918 года правое большинство парламента Финляндии (Эдускунта) уполномочило Сенат Финляндии принять жесткие меры по наведению порядка в стране. Сенат поставил эту задачу перед генералом Маннергеймом, прибывшим в Гельсингфорс лишь за месяц до событий. Начальной задачей Маннергейма было лишь организовать верные правительству войска. Получив полномочия, он отбывает в Ваасу.

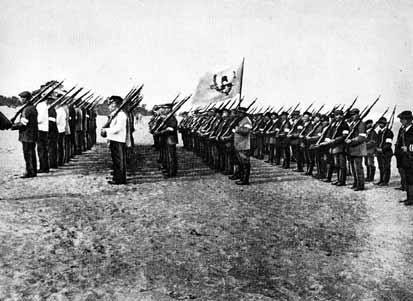
Отряд самообороны о. Сескар, осень 1917

18 февраля 1918 года Маннергейм ввёл всеобщую воинскую обязанность, одновременно используя отряды шюцкора, как костяк создаваемой им армии. 25 января Сенат провозгласил все формирования шюцкора законными войсками правительства Финляндии.
Кадровые вопросы решились с возвращением из Германии 25 февраля 1918 года основной группы финских егерей. Армия получила командиров и преподавателей военного дела. Рядовой состав состоял главным образом из крестьян-частников, интеллигентов и других гражданских.

### Мирное время
После войны часть политиков потребовала роспуска шюцкора, поскольку они выполнили свою задачу. Их оппоненты требовали сохранения этих вооружённых отрядов под предлогом отражения внешней угрозы. Дело рассматривал комитет по военным делам правительства. 4 июля 1918 в Ювяскюля состоялось собрание организации. Участвующие были едины в том, что шюцкор необходим, причём его члены обязательно должны быть из белого движения. Рассматривался вопрос о членстве: добровольное или обязательное. Военный комитет и большинство были за добровольное членство. Военный комитет предлагает проект устава организации.
В Лапуа 30-31 июля прошло общее собрание членов шюцкора и торжества, в которых участвовало около 10 тысяч человек. Это собрание вооружённых лиц приняло политическую резолюцию, потребовав роспуска социал-демократической партии. Под этим давлением 2 августа 1918 года правительство издало указ, по которому шюцкор получил статус добровольческого резерва вооруженных сил. Указ определил организационную структуру шюцкора, привязав его подразделения к административно-территориальным единицам. По уездам, а в крупных городах по районам (с 14 февраля 1919) назначались командиры («сотники») отрядов, формировавших свои отряды из местных жителей. В масштабах страны было создано 22 округа шюцкора, возглавляемых командирами, назначенными военным комитетом. При командире округа также был адъютант («секретарь»). Каждый уездный корпус направлял в окружной штаб шюцкора по три представителя. На начальной стадии округа были независимыми и подчинялись только главнокомандующему шюцкора, который был приравнен в звании к командующему вооружённых сил. В следующем году независимость округов несколько ограничили. Президент республики при этом назначал главнокомандующего и начальника генерального штаба, а главнокомандующий назначал командующих округов командиров на местах.

### Политическое напряжение 1918—1922

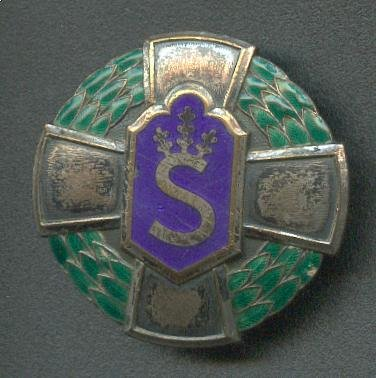
Орден Шюцкора первой степени с изображением эмблемы корпуса

Начальные годы организации обозначены проблемами, как и вся внутриполитическая ситуация в стране. Осенью 1918 организация начинает масштабную пропагандистскую кампанию по привлечению новых членов. Например, в округе Вааса в течение двух месяцев ходили оплаченные агитаторы, приглашая людей на собрания. В различных газетах публикуются  объявления о наборе добровольцев «за отечество» и «против большевиков». Образование новых округов осложняет недостаток оружия и обмундирования, контрпропаганда, появившаяся с освобождением коммунистов из лагерей, политические споры, усталость от войны и расслабленность после победы.
Позже вопросами шюцкора стала заниматься комиссия по призыву под руководством лейтенанта резерва Ээро Рюдмана (фин. Eero Rydman). Образованные округа вошли в состав призывных округов, которыми руководили военные комиссары.
1 февраля 1919 года из числа квалифицированных активных членов организации были назначены руководители округов, вновь получивших наименование шюцкоровских.
14 февраля 1919 Государственный совет закрепил указом статус шюцкоров, и шюцкоры получили собственного главнокомандующего. В приказе говорилось, в том числе, следующее: «Руководит организацией главнокомандующий шюцкора совместно с главным штабом организации. Главный штаб состоит из помощника главнокомандующего и начальников отделов. Главнокомандующего и его помощника назначает главнокомандующий вооружённых сил страны».
Местные организации шюцкора сами выбирали своих командиров, но итоги этих выборов утверждало правительство страны.
28 февраля 1919 была организована «Лотта Свярд» — женская организация шюцкор, в обязанности которой входило: в мирное время — сбор средств на нужды организации шюцкор, в военное — забота о раненых и местном населении. В последующем для неё были созданы лоттовские округа, совпадавшие с шюцкоровскими.
3 апреля 1919 года указом командующего было организовано 19 шюцкоровских округов.
Постановлением от 16 сентября 1921 года организация официально стала именоваться Suomen suojeluskuntajärjestö и была подчинена лично президенту. Она получила право иметь свою форму одежды, знаки различия и вооружение.

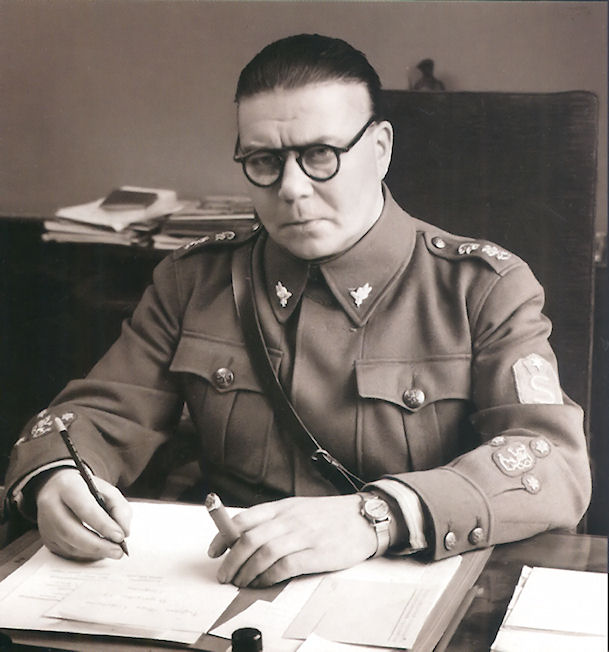
Лаури Мальмберг. 1927 год

До 1921 года шефство над шюцкором возглавлял лично Маннергейм. С 1921 года и до конца существования руководителем организации был генерал-лейтенант Лаури Мальмберг, а Маннергейм оставался почётным шефом.
В 1924 году помимо формы сухопутных сил шюцкора была введена форма для морского шюцкора.
22 декабря 1927 года шюцкор был объявлен вспомогательной частью вооружённых сил страны. Во время реорганизации сил обороны шюцкоры получили постоянное задание по организации военного обучения резервистов.
С 1929 года создавались детские отряды.
В феврале—марте 1932 года многие бойцы и офицеры Корпуса участвовали в Мянтсяльском мятеже праворадикального Лапуаского движения
В 1939 году, накануне Зимней войны 1939−1940 годов, силы шюцкора насчитывали свыше 111 тысяч человек, ещё 30 тысяч подростков находилось в юношеском отделении организации. «Лотта Свярд» насчитывала около 105 тысяч членов и около 24 тысяч «маленьких лотт».
С осени 1940 года, после окончания Зимней войны, шюцкоровские округа выполняли задачи военных округов.

### Ухтинский рейд против РСФСР
В конце марта 1918 года отряд шюцкора под командованием полковника Мальма, проникнувшего на территорию Советской России, занял Ухту и Вокнаволок. В сёлах и окружающих волостях шюцкоровцы организовали местное самоуправление — Ухтинский комитет (карел. Uhtuan Toimikunta — Ухтуан Тоймикунта), во главе с Туйску В состав комитета вошли сторонники независимости Карелии от РСФСР, ориентированные на последующее вхождение Карелии в состав Финляндии. Было провозглашено Северокарельское государство, в мае 1920 года признанное Финляндией, которая даже выделили ему заём в сумме 8 млн финских марок. Однако уже 18 мая 1920 года части РККА без боя вошли в Ухту. Члены комитета и шюцкоровцы отошли в село Вокнаволок, в 30 км от советско-финской границы, откуда перебрались в Финляндию.

### Роспуск
19 сентября 1944 года в Москве было подписано Соглашение о перемирии между СССР и Великобританией с одной стороны и Финляндией с другой, в соответствии с пунктом № 21 которого, Финляндия была обязана распустить все «прогитлеровские», военные, военизированные и тому подобные организации на своей территории.
3 ноября 1944 года Парламент Финляндии одобрил без голосования закон о роспуске шюцкора. Маннергейм, как президент, утвердил закон. 6 ноября 1944 года организация была распущена. В приказе от 16 ноября Маннергейм поблагодарил шюцкоровцев за их работу на благо родины.
Роспуск организации происходил поэтапно, с передачей всего имущества финскому Красному Кресту, о чём был составлен договор.

## Устав организации
«…в мирное время задачей шюцкора является стимулирование и сохранение боеготовности среди народа, а также его духовное и физическое развитие. Шюцкор даёт своим членам военное обучение и проводит просветительскую деятельность в рамках своей программы.»
Вступление в организацию было добровольное, её членом мог стать любой финляндский мужчина с 17 лет, чья лояльность не вызывала сомнений и кандидатство которого одобрял местный штаб шюцкора. Состоять в ней можно было до преклонного возраста, но прохождение обучения в организации не засчитывалось за службу в финской армии. Также были созданы отряды для тех, кто был младше 17 лет.
Для девушек существовала организация «Лотта Свярд». Девушки, не достигшие 17 лет, входили в отряды «Маленьких лотт».
Обучение членов шюцкора проводилось по территориальным округам. Местные начальники организовывали раз в году 1−2 недельные курсы обучения для новых членов, для остальных занятия по обучению проводились 1−4 раза в месяц. Летом проходили 1−2 недельные сборы на территории окружного шюцкоровского лагеря. Обычно инструкторами в таких учениях были добровольцы из числа кадровых офицеров и унтер-офицеров.
Вооружение использовалось первоначально русское (со складов) и немецкое (из поставок). В последующем было налажено отечественное производство винтовок.
Стоит отметить характерную деталь: цвет форменной обуви был коричневым до конца существования организации против чёрного в финской армии. Также с формой вводилась нашивка на левый рукав в виде геральдического щита с белой буквой «S» в центре и тремя веточками ели над ней (веточка ели как отличительный символ использовался отрядами шюцкора во время Гражданской войны в Финляндии). Цвет щита соответствовал определённой области страны.

## Военная символика
Значок с гербом организации носили на левом рукаве. На гербе изображена буква S (аббревиатура названия организации) на фоне, соответствующем гербу округа (maakunta). Цвет щита соответствовал определённой области страны. Нашивки с окантовкой на щите серого цвета носились сержантами и рядовыми, а золотого — начальниками (офицерами) шюцкора.
Вверху изображение трех еловых веточек, корни которого ведут в гражданскую войну — при сражении за Тампере белые использовали настоящие еловые ветки, чтобы отличать своих.
Личный знак Маннергейма отличался от всех других — буква S на синем фоне, но поверх средней еловой веточки — золотая звезда.
На нагрудном знаке Шюцкора была изображена одетая в латы и согнутая в локте правая рука с поднятым вверх мечом.